# Salmo 71
El salmo 71  es, según la numeración hebrea, el  septuagésimo primer salmo del Libro de los salmos de la Biblia. Corresponde al salmo 70 según la numeración de la Biblia Septuaginta griega, empleada también en la Vulgata latina. Por este motivo, recogiendo la doble numeración, a este salmo también se le refiere como el salmo 71 (70).
Comienza en inglés en la versión de la Biblia del Rey Jacobo : "En ti, oh SEÑOR, confío; no me confunda nunca". En latín, se conoce como " In te Domine speravi ".
El salmo es una parte regular de las liturgias judía , católica , luterana , anglicana y otras liturgias protestantes. Ha sido parafraseado en himnos y musicalizado.

## Contenido y clasificación
El salmo retoma toda una serie de otros pasajes de salmos (por ejemplo, Salmo 31: 3–4 EU en el versículo 3, Sal 35,4 EU en el versículo 13 o Ps 40,6 EU en el versículo 19, entre otros ). Debido al buen conocimiento de otros salmos, se especula que el salmista es un cantante del templo Levítico . Además de pedir ayuda a Dios, predomina la expresión de confianza en Dios.
Según el número griego de la Septuaginta , que también se usa en la Vulgata latina , el salmo lleva el número 70.
La Biblia de Lutero le da el título: Pide ayuda a Dios en la vejez .

## Texto
La siguiente tabla muestra el texto en hebreo del salmo con vocales, junto con el texto en griego koiné en la Septuaginta y la traducción al español de la Biblia del Rey Jacobo. Tenga en cuenta que el significado puede diferir ligeramente entre estas versiones, ya que la Septuaginta y el texto masorético provienen de tradiciones textuales diferentes.  En la Septuaginta, este salmo está numerado como Salmo 70.
| #  | Hebreo                                                                                  | Inglés | Griego |
| -- | --------------------------------------------------------------------------------------- | --- | --- |
| 1  | בְּךָֽ־יְהֹוָ֥ה חָסִ֑יתִי אַל־אֵב֥וֹשָׁה לְעוֹלָֽם׃                                                           | En ti, oh Señor, pongo mi confianza; que nunca sea confundido. | Τῷ Δαυΐδ· υἱῶν ᾿Ιωναδὰβ καὶ τῶν πρώτων αἰχμαλωτισθέντων. - En ti, Señor, he puesto mi esperanza, no sea que sea confundido para siempre. |
| 2  | בְּצִדְקָֽתְךָ֗ תַּצִּילֵ֥נִי וּֽתְפַלְּטֵ֑נִי הַטֵּֽה־אֵלַ֥י אׇ֝זְנְךָ֗ וְהוֹשִׁיעֵֽנִי׃                                            | Líbrame en tu justicia, y escápame; inclina tu oído hacia mí, y sálvame.                                                                                          | ἐν τῇ δικαιοσύνῃ σου ῥῦσαί με καὶ ἐξελοῦ με, κλῖνον πρός με τὸ οὖς σου καὶ σῶσόν με.                                                     |
| 3  | הֱיֵ֤ה לִ֨י ׀ לְצ֥וּר מָע֡וֹן לָב֗וֹא תָּמִ֗יד צִוִּ֥יתָ לְהוֹשִׁיעֵ֑נִי כִּֽי־סַלְעִ֖י וּמְצוּדָתִ֣י אָֽתָּה׃                         | Sé tú mi morada segura, adonde pueda acudir siempre; tú has dado orden de salvarme, porque tú eres mi roca y mi fortaleza.                                        | Γένου μοι εἰς Θεὸν ὑπερασπιστὴν καὶ εἰς τόπον ὀχυρὸν τοῦ σῶσαί με, ὅτι στερέωμά μου καὶ καταφυγή μου εἶ σύ.                              |
| 4  | אֱֽלֹהַ֗י פַּ֭לְּטֵנִי מִיַּ֣ד רָשָׁ֑ע מִכַּ֖ף מְעַוֵּ֣ל וְחוֹמֵֽץ׃                                                      | Líbrame, oh Dios mío, de la mano del impío, de la mano del hombre injusto y cruel.                                                                                | ὁ Θεός μου, ῥῦσαί με ἐκ χειρὸς ἁμαρτωλοῦ, ἐκ χειρὸς παρανομοῦντος καὶ ἀδικοῦντος·                                                        |
| 5  | כִּֽי־אַתָּ֥ה תִקְוָתִ֑י אֲדֹנָ֥י יֱ֝הֹוִ֗ה מִבְטַחִ֥י מִנְּעוּרָֽי׃                                                    | Porque tú eres mi esperanza, oh Señor GOD: tú eres mi confianza desde mi juventud.                                                                                | ὅτι σὺ εἶ ἡ ὑπομονή μου, Κύριε· Κύριε, ἡ ἐλπίς μου ἐκ νεότητός μου,                                                                      |
| 6  | עָלֶ֤יךָ ׀ נִסְמַ֬כְתִּי מִבֶּ֗טֶן מִמְּעֵ֣י אִ֭מִּי אַתָּ֣ה גוֹזִ֑י בְּךָ֖ תְהִלָּתִ֣י תָמִֽיד׃                                     | Por ti fui sostenido desde el seno materno; tú me sacaste de las entrañas de mi madre; mi alabanza será siempre de ti.                                            | ἐπὶ σὲ ἐπεστηρίχθην ἀπὸ γαστρός, ἐκ κοιλίας μητρός μου σύ μου εἶ σκεπαστής· ἐν σοὶ ἡ ὕμνησίς μου διαπαντός.                              |
| 7  | כְּ֭מוֹפֵת הָיִ֣יתִי לְרַבִּ֑ים וְ֝אַתָּ֗ה מַחֲסִי־עֹֽז׃                                                         | Soy como un prodigio para muchos, pero tú eres mi refugio fuerte.                                                                                                 | ὡσεὶ τέρας ἐγενήθην τοῖς πολλοῖς, καὶ σὺ βοηθὸς κραταιός.                                                                                |
| 8  | יִמָּ֣לֵא פִ֭י תְּהִלָּתֶ֑ךָ כׇּל־הַ֝יּ֗וֹם תִּפְאַרְתֶּֽךָ׃                                                           | Que mi boca se llene de tu alabanza y de tu gloria todo el día.                                                                                                   | πληρωθήτω τὸ στόμα μου αἰνέσεως, ὅπως ὑμνήσω τὴν δόξαν σου, ὅλην τὴν ἡμέραν τὴν μεγαλοπρέπειάν σου.                                      |
| 9  | אַֽל־תַּ֭שְׁלִיכֵנִי לְעֵ֣ת זִקְנָ֑ה כִּכְל֥וֹת כֹּ֝חִ֗י אַֽל־תַּעַזְבֵֽנִי׃                                                | No me desechés en la vejez; no me abandones cuando mi fuerza falle.                                                                                               | μὴ ἀπορρίψῃς με εἰς καιρὸν γήρως, ἐν τῷ ἐκλείπειν τὴν ἰσχύν μου μὴ ἐγκαταλίπῃς με.                                                       |
| 10 | כִּֽי־אָמְר֣וּ אוֹיְבַ֣י לִ֑י וְשֹׁמְרֵ֥י נַ֝פְשִׁ֗י נוֹעֲצ֥וּ יַחְדָּֽו׃                                                 | Porque mis enemigos hablan contra mí, y los que acechan mi vida se confabulan juntos.                                                                             | ὅτι εἶπαν οἱ ἐχθροί μου ἐμοὶ καὶ οἱ φυλάσσοντες τὴν ψυχήν μου ἐβουλεύσαντο ἐπὶ τὸ αὐτό                                                   |
| 11 | לֵ֭אמֹר אֱלֹהִ֣ים עֲזָב֑וֹ רִֽדְפ֥וּ וְ֝תִפְשׂ֗וּהוּ כִּי־אֵ֥ין מַצִּֽיל׃                                               | Diciendo: Dios le ha abandonado; perseguidle y apresadle, porque no hay quien le libre.                                                                           | λέγοντες· ὁ Θεὸς ἐγκατέλιπεν αὐτόν· καταδιώξατε καὶ καταλάβετε αὐτόν, ὅτι οὐκ ἔστιν ὁ ρυόμενος.                                          |
| 12 | אֱ֭לֹהִים אַל־תִּרְחַ֣ק מִמֶּ֑נִּי אֱ֝לֹהַ֗י לְעֶזְרָ֥תִי (חישה) [חֽוּשָׁה]׃                                           | Oh Dios, no te alejes de mí; Dios mío, apresúrate a socorrerme.                                                                                                   | ὁ Θεός μου, μὴ μακρύνῃς ἀπ᾿ ἐμοῦ· ὁ Θεός μου, εἰς τὴν βοήθειάν μου πρόσχες.                                                              |
| 13 | יֵבֹ֣שׁוּ יִכְלוּ֮ שֹׂטְנֵ֢י נַ֫פְשִׁ֥י יַעֲט֣וּ חֶ֭רְפָּה וּכְלִמָּ֑ה מְ֝בַקְשֵׁ֗י רָֽעָתִֽי׃                                         | Que sean confundidos y consumidos los adversarios de mi alma; que sean cubiertos de reproche y deshonra los que buscan mi mal.                                    | αἰσχυνθήτωσαν καὶ ἐκλιπέτωσαν οἱ ἐνδιαβάλλοντες τὴν ψυχήν μου, περιβαλλέσθωσαν αἰσχύνην καὶ ἐντροπὴν οἱ ζητοῦντες τὰ κακά μοι.           |
| 14 | וַ֭אֲנִי תָּמִ֣יד אֲיַחֵ֑ל וְ֝הוֹסַפְתִּ֗י עַל־כׇּל־תְּהִלָּתֶֽךָ׃                                                     | Pero yo esperaré continuamente, y te alabaré más y más. | ἐγὼ δὲ διαπαντὸς ἐλπιῶ ἐπὶ σὲ καὶ προσθήσω ἐπὶ πᾶσαν τὴν αἴνεσίν σου.                                                                    |
| 15 | פִּ֤י ׀ יְסַפֵּ֬ר צִדְקָתֶ֗ךָ כׇּל־הַיּ֥וֹם תְּשׁוּעָתֶ֑ךָ כִּ֤י לֹ֖א יָדַ֣עְתִּי סְפֹרֽוֹת׃                                       | Mi boca proclamará tu justicia y tu salvación todo el día, porque no conozco su número.                                                                           | τὸ στόμα μου ἐξαγγελεῖ τὴν δικαιοσύνην σου, ὅλην τὴν ἡμέραν τὴν σωτηρίαν σου, ὅτι οὐκ ἔγνων γραμματείας.                                 |
| 16 | אָב֗וֹא בִּ֭גְבֻרוֹת אֲדֹנָ֣י יֱהֹוִ֑ה אַזְכִּ֖יר צִדְקָתְךָ֣ לְבַדֶּֽךָ׃                                                 | Iré en la fuerza del Señor Dios; haré mención de tu justicia, solo de la tuya.                                                                                    | εἰσελεύσομαι ἐν δυναστείᾳ Κυρίου· Κύριε, μνησθήσομαι τῆς δικαιοσύνης σοῦ μόνου.                                                          |
| 17 | אֱֽלֹהִ֗ים לִמַּדְתַּ֥נִי מִנְּעוּרָ֑י וְעַד־הֵ֝֗נָּה אַגִּ֥יד נִפְלְאוֹתֶֽיךָ׃                                              | Oh Dios, tú me has enseñado desde mi juventud, y hasta ahora he proclamado tus maravillas.                                                                        | ὁ Θεός, ἃ ἐδίδαξάς με ἐκ νεότητός μου, καὶ μέχρι τοῦ νῦν ἀπαγγελῶ τὰ θαυμάσιά σου.                                                       |
| 18 | וְגַ֤ם עַד־זִקְנָ֨ה ׀ וְשֵׂיבָה֮ אֱלֹהִ֢ים אַֽל־תַּ֫עַזְבֵ֥נִי עַד־אַגִּ֣יד זְרוֹעֲךָ֣ לְד֑וֹר לכׇל־יָ֝ב֗וֹא גְּבוּרָתֶֽךָ׃                 | Ahora también, cuando soy viejo y canoso, oh Dios, no me abandones; hasta que haya mostrado tu fuerza a esta generación, y tu poder a todos los que han de venir. | καὶ ἕως γήρως καὶ πρεσβείου, ὁ Θεός, μὴ ἐγκαταλίπῃς με, ἕως ἂν ἀπαγγελῶ τὸν βραχίονά σου τῇ γενεᾷ πάσῃ τῇ ἐπερχομένῃ,                    |
| 19 | וְצִדְקָתְךָ֥ אֱלֹהִ֗ים עַד־מָ֫ר֥וֹם אֲשֶׁר־עָשִׂ֥יתָ גְדֹל֑וֹת אֱ֝לֹהִ֗ים מִ֣י כָמֽוֹךָ׃                                      | Tu justicia también, oh Dios, es muy alta, tú que has hecho grandes cosas: ¡Oh Dios, quién como tú!                                                               | τὴν δυναστείαν σου καὶ τὴν δικαιοσύνην σου. ὁ Θεός, ἕως ὑψίστων ἃ ἐποίησας μεγαλεῖα· ὁ Θεός, τίς ὅμοιός σοι;                             |
| 20 | אֲשֶׁ֤ר (הראיתנו) [הִרְאִיתַ֨נִי ׀] צָר֥וֹת רַבּ֗וֹת וְרָ֫ע֥וֹת תָּשׁ֥וּב (תחינו) [תְּחַיֵּ֑נִי] וּֽמִתְּהֹמ֥וֹת הָ֝אָ֗רֶץ תָּשׁ֥וּב תַּעֲלֵֽנִי׃ | Tú, que me has mostrado grandes y graves tribulaciones, me darás vida otra vez y me sacarás de las profundidades de la tierra.                                    | ὅσας ἔδειξάς μοι θλίψεις πολλὰς καὶ κακάς, καὶ ἐπιστρέψας ἐζωοποίησάς με, καὶ ἐκ τῶν ἀβύσσων τῆς γῆς πάλιν ἀνήγαγές με.                  |
| 21 | תֶּ֤רֶב ׀ גְּֽדֻלָּתִ֗י וְתִסֹּ֥ב תְּֽנַחֲמֵֽנִי׃                                                                | Tú aumentarás mi grandeza y me consolarás por todos lados. | ἐπλεόνασας ἐπ᾿ ἐμὲ τὴν μεγαλωσύνην σου καὶ ἐπιστρέψας παρεκάλεσάς με καὶ ἐκ τῶν ἀβύσσων τῆς γῆς πάλιν ἀνήγαγές με.                       |
| 22 | גַּם־אֲנִ֤י ׀ אוֹדְךָ֣ בִכְלִי־נֶבֶל֮ אֲמִתְּךָ֢ אֱלֹ֫הָ֥י אֲזַמְּרָ֣ה לְךָ֣ בְכִנּ֑וֹר קְ֝ד֗וֹשׁ יִשְׂרָאֵֽל׃                             | Yo también te alabaré con el salterio, tu verdad, oh Dios mío; a ti cantaré con la harpa, oh Santo de Israel.                                                     | καὶ γὰρ ἐγὼ ἐξομολογήσομαί σοι ἐν σκεύει ψαλμοῦ τὴν ἀλήθειάν σου, ὁ Θεός· ψαλῶ σοι ἐν κιθάρᾳ, ὁ ἅγιος τοῦ ᾿Ισραήλ.                       |
| 23 | תְּרַנֵּ֣נָּה שְׂ֭פָתַי כִּ֣י אֲזַמְּרָה־לָּ֑ךְ וְ֝נַפְשִׁ֗י אֲשֶׁ֣ר פָּדִֽיתָ׃                                                  | Mis labios se regocijarán cuando te cante, y mi alma, a la que has redimido.                                                                                      | ἀγαλλιάσονται τὰ χείλη μου, ὅταν ψάλω σοι, καὶ ἡ ψυχή μου, ἣν ἐλυτρώσω.                                                                  |
| 24 | גַּם־לְשׁוֹנִ֗י כׇּל־הַ֭יּוֹם תֶּהְגֶּ֣ה צִדְקָתֶ֑ךָ כִּי־בֹ֥שׁוּ כִֽי־חָ֝פְר֗וּ מְבַקְשֵׁ֥י רָעָתִֽי׃                                  | Mi lengua también hablará de tu justicia todo el día, porque se han confundido, porque han sido avergonzados los que buscan mi mal.                               | ἔτι δὲ καὶ ἡ γλῶσσά μου ὅλην τὴν ἡμέραν μελετήσει τὴν δικαιοσύνην σου, ὅταν αἰσχυνθῶσι καὶ ἐντραπῶσιν οἱ ζητοῦντες τὰ κακά μοι.          |

## Comentarios
El Salmo 71 en el texto hebreo no tiene título, uno de los cuatro salmos en los dos primeros libros del Salterio. Sin embargo, el texto de la Septuaginta griega lleva el título: 'Por David, de los hijos de Jonadab y los primeros llevados cautivos'.
Los versículos 9, 17 y 18 sugieren que el salmista es un anciano, quizás un rey hacia el final de su reinado, que busca alivio de la angustia en forma de enfermedad grave o la proximidad de la muerte (versículo 20), así como las burlas de sus 'enemigos' afirmando que Dios lo ha abandonado (versículo 11). El escritor afirma su estrecha relación con Dios al hablar de la fe en Dios que lo ha sostenido toda su vida (versículos 5-6, cf.17), orando para que Dios no lo rechace (versículo 9), declarando su testimonio de La salvación de Dios (versículos 15, 18), mientras pide una salud renovada (versículos 20-21) y el descrédito de sus enemigos (versículo 13, cf. versículo 4), entonces renovará sus alabanzas (versículos 14-16, 22– 24).
Ignatius MC Obinwa es la única persona que ha escrito un libro sobre este salmo, basado en su tesis doctoral.  Obinwa usa un análisis léxico cuantitativo para argumentar que el tema del salmo no es la vejez, sino el refugio y la justicia de YHWH.
Una característica única de este salmo es la frecuente alusión a otros salmos (incluso citas casi directas) como:
- Versículos 1-3 al Salmo 31: 1-3
- Versículos 5–6 al Salmo 22: 9–10
- Versículo 11 ( NRSV invierte las cláusulas) al Salmo 22: 1
- Versículos 12-13 al Salmo 35:22; Salmo 38:21; Salmo 40: 13-14
- Versículo 24 al Salmo 35: 4, 26; Salmo 40:14.[15]

### De la iglesia católica

#### A todo el salmo
El Salmo 71, sin encabezamiento específico, aparece vinculado temáticamente al anterior, compartiendo expresiones y motivos comunes. Sin embargo, su marco se distingue por presentar la oración de un anciano que, en medio de la debilidad y la persecución, eleva una súplica confiada. El contenido revela una estructura progresiva: comienza con una invocación a Dios como refugio y justicia (vv. 1-4), prosigue con el reconocimiento de la protección divina desde la infancia (vv. 5-8), y se adentra en la petición de amparo ante los enemigos en la vejez (vv. 9-13). Esta súplica se entrelaza con una confesión de esperanza (v. 14), el compromiso de anunciar la justicia divina (vv. 15-18) y la proclamación de los actos salvadores de Dios (vv. 19-21). La composición culmina con un compromiso de alabanza litúrgica (vv. 22-24). La coherencia interna se refuerza mediante una inclusio entre la petición inicial de no ser avergonzado (v. 1) y la mención final de la confusión de los enemigos (v. 24), cuya derrota fue anticipada en la súplica (v. 13). El salmo reutiliza fórmulas de otros textos (cf. Sal 31,2-4; 22,20; 35,4; 40,15), lo que le confiere un carácter recopilatorio. En perspectiva cristológica, el contenido se asocia a la manifestación salvífica de Dios en Jesucristo, quien cumple la esperanza expresada en la vejez por figuras como Simeón e incluso desde el seno materno en el caso de Juan Bautista (Lc 1,44), reforzando la interpretación cristiana del nombre de Jesús como portador de salvación.

#### A los versículos 1-14
En el versículo 1, «espero» expresa confianza actual, pero remite al pasado, como reflejan las versiones griega y latina con «esperé», en consonancia con el testimonio del versículo 5 sobre la fe del salmista desde joven. En el versículo 3, la expresión hebrea «has decretado salvarme» suele corregirse, siguiendo versiones antiguas, por «el alcázar firme de mi salvación», más acorde con el tono de súplica. El salmista afirma haber sido protegido desde el nacimiento y considera su vida un «prodigio» de esa protección (v. 7). La debilidad de la vejez es vista por sus enemigos como señal de abandono divino (vv. 10-11), argumento que motiva la súplica. El versículo 14 ss el punto central y culminante del salmo. El orante profesa su esperanza sin admitir dudas (v. 14). 

Crezcamos en esperanza (…) que es suplicar al Señor que acreciente su caridad en nosotros, porque sólo se confía de veras en lo que se ama con todas las fuerzas. Y vale la pena amar al Señor.

#### A los verículos 15-24
La esperanza del salmista se manifiesta en su certeza de poder dar testimonio de la acción divina (vv. 15-16). Sin embargo, el texto presenta dificultades: la frase «aunque no sepa contarlas» (v. 15) parece una glosa añadida, destinada a matizar que, aunque no pueda relatar con precisión las obras de Dios, sí puede mostrarlas con su vida. Esta limitación se vincula a su avanzada edad (v. 17). A partir de su experiencia, proclama la grandeza de Dios (v. 19), incluso en medio del sufrimiento y el peligro de muerte (v. 20), y espera la salvación divina (v. 21). Esta esperanza culmina en una promesa de alabanza litúrgica y en una renovada afirmación de la justicia de Dios (v. 24).

## Usos

### Judaísmo
- El versículo 19 es parte de Tzidkatcha .[19]

### Música
- Jachet de Mantua usó los versículos 8 y 9 para su motete Repleatur os meum , basado en el cual Giovanni Pierluigi da Palestrina escribió una misa.
- Johann Rosenmüller puso música a la redacción latina del salmo ( In te Domine speravi ) al menos siete veces.
- En 1714, Salomon Franck hizo del salmo la base de su canto "Oh Dios, no me desampares"
- Marc-Antoine Charpentier " In te Domine speravi" H.228, para solistas, coro, cuerdas y continuo (1699).[20]